# قضاء كويسنجق
قضاء كويسنجق أو قضاء كويه (بالكردية قەزای كۆيه)وهو أحد الأقضية التابعة لمحافظة أربيل في إقليم كردستان العراق ومركز هذا القضاء هي مدينة كوي سنجق التي تتمتع بموقع جغرافي مهم حيث يقع بين ثلاث محافظات هي السليمانية وكركوك وأربيل ويتالف هذا القضاء من خمس نواحي هي ناحية طق طق وناحية آشتي وناحية شورش وناحية سكتان وناحية سيكردكان ويحدها من الشرق والجنوب نهر الزاب الأسفل الذي يفصلها عن محافظتي كركوك والسليمانية ومن الشمال الشرقي جبل هيبت سلطان ويحتضنها من الغرب جبل باواجي